# Era heroica grega
A era heroica grega, na mitologia, é o período entre a chegada dos Gregos a Tessália e o retorno dos gregos de Troia. Ela foi demarcada como uma das cinco Eras do Homem por Hesíodo. O período abrange cerca de seis gerações, os heróis denotado pelo termo são sobre-humanos, apesar de não serem divinos, e são celebrados na poesia de Homero.
Os heróis gregos podem ser agrupados em uma cronologia aproximada, com base em determinados eventos, tais como a expedição dos Argonautas e a Guerra de Troia.

## Início de heróis
Muitos dos antigos heróis gregos eram descendentes dos deuses, e eram parte das narrativas fundadoras de várias cidades-estados. Eles também se tornaram os ancestrais dos heróis mais tarde. O príncipe Fenício Cadmo, foi o primeiro herói grego. O neto de Poseidon (através de seu pai, Agenor), fundou Tebas
Perseu, famoso por suas façanhas bem antes da época de seu bisneto, Hércules, era o filho de Zeus. Perseu decapitou a Medusa, salvou Andromeda do monstro do mar Cetus, e foi o lendário fundador de Micenas.
Éaco também era um filho de Zeus. Belerofonte era descendente da ninfa, Orseis. Enomau, rei de Pisa, no Peloponeso, era o filho de Ares. .

## Caça ao Javali da Caledonia
Um monstruoso javali foi enviada por Artemis, para  devastar a região de Caledonia na Etólia, porque o seu rei se negou a honrá-la em seus rituais para os deuses. O Rei enviou mensageiros em busca dos melhores caçadores na Grécia, oferecendo-lhes a pele do javali e os dentes como prêmio. Uma série de heróis responderam, incluindo Atalanta, Laerte, Meleagro, Nestor, Peleu, Fênix, e Teseu.

## Argonautas
O mito de Jasão e o Velo de Ouro é uma das mais antigas lendas de uma jornada do herói. Jasão navegou no Argo, e aqueles que o acompanhavam foram chamados de "Argonautas". Sua missão era viajar para o reino da Cólquida, no Mar Negro, para obter o "Velo de Ouro", um símbolo de autoridade e realeza. Com ele, Jasão iria se tornar o rei de Iolcos , na Tessália. 
Os Argonautas:
- Autolycus
- Calais
- Castor e Polux
- Echion
- Euphemus
- Euryalus
- Heracles
- Hilas
- Idas
- Idmon
- Jason
- Laertes
- Lynceus
- Meleager
- Nestor
- Ileu
- Orfeu
- Peleu
- Periclimeno
- Poeas
- Polifemo
- Telamon
- Teseu
- Tiphys
- Zetes
- Medeia

Outros:
- Pélops
- Hipodâmia
- Laius
- Minos
- Radamanto
- Sarpedão

## Geração de Édipo
A história de Édipo é a base de uma trilogia de peças de Sófocles, no entanto, histórias semelhantes têm sido atribuídas às culturas de todo o mundo.
- Plístene
- Atreu
- Tiestes
- Crísipo
- Copreu
- Édipo
- Creon
- Laodâmia

## Geração dosSete Contra Tebas
Édipo coloca uma maldição sobre seus filhos, Etéocles e Polinices. O tema subjacente da lenda dos "Sete Contra Tebas" é o cumprimento dessa maldição. Embora os irmãos concordaram em compartilhar o poder de Tebas, quando é hora de Etéocles se afastar, ele se recusa, e Polinices traz um exército contra a sua amada cidade para fazer valer a sua pretensão. No Phoenissae (as Fenícias), o patriotismo é um tema importante.
- Adrastus
- Amphiaraus
- Capaneus
- Hippomedon
- Parthenopeus
- Polynices
- Tydeus
- Adrastus
- Creon
- Megareus
- Periclymenus
- Melanippus
- Polyphontes
- Hyperbius
- Ator
- Lasthenes
- Antigone
- Ismene

## A geração da Guerra de Troia
Consulte a Guerra de Troia e Epígono, Gregory Nagy vê a mortalidade como o "tema dominante nas histórias dos antigos heróis gregos. No leitura de Troia, Aquiles opta por uma vida curta, deixando uma memória imortal . 
- Agamemnon
- Ajax o Grande
- Diomedes
- Idomeneus
- Menelaus
- Odysseus
- Patroclus
- Philoctetes

## Geração após a Guerra de Troia
- Orestes
- Electra
- Iphigenia
- Telemachus
- Neoptolemus
- Ascanius